# ココロポラロイド
『ココロポラロイド』はさぁさのアルバム。

## 概要
「Over the Rainbow」は2009年11月14日、母校である大阪大谷大学の学園祭「志学祭」に出演し当時の在学生に向けたもの。「ロンリーデイズ」は三枝夕夏 IN dbのdbメンバーの3人が参加し、ボーナストラックの「鳥になったら」はインディーズ時代の音源をリミックスされた状態で収録されている。ジャケットについては、レイアウトをさぁさ自らがイラストで作成し、OUTHEADにジャケットデザインを依頼した。アルバムタイトルの由来はさぁさ曰く「いろんなココロ、切り取った感情が詰まっています」とのこと。

## 収録曲
1. 桜ポラロイド
2. eyes to eyes
3. ロンリーデイズ
4. 幸せのコラージュ
5. magic soup
6. Under_Line
7. Over The Rainbow
8. 月と魚たち
9. 鳥になったら

作詞・作曲：さぁさ(#ALL)
編曲：大楠雄蔵(#1, 8)、麻井寛史(#2, 7)、松田純一(#3)、古井弘人(#4, 6)、安部智樹(#5)、新井健史(#9)

## 参加ミュージシャン
- さぁさ - アコースティックギター(#1, 3, 5, 7)、コーラス(#1 - 8)
  - 安部智樹 - ギター(#5)[6]
  - 岩井勇一郎 - ギター(#2, 3)
  - 野口亮 - ギター(#1, 4, 6, 8)
  - 麻井寛史 - ベース(#1, 5, 7)
  - 大藪拓 - ベース(#3)
  - KINTA - ベース(#9)
  - 大楠雄蔵 - ピアノ(#1, 8)[5]
  - 車谷啓介 - ドラム(#1 - 8)、パーカッション(#1)
  - Gotoo!! - ドラム(#9)
  - れい - コーラス(#9)